# Luis Durán y Ventosa
Luis Durán y Ventosa (Barcelona, 24 de diciembre de 1870-Barcelona, 18 de diciembre de 1954) fue un político, abogado y periodista español, hijo de Manuel Duran y Bas y hermano de Claudio Durán y Ventosa.

## Biografía
Nacido el 24 de diciembre de 1870, se le bautizó con los nombres «Luis Gonzaga, Juan Bautista, Pio, Delfin». Era miembro de una familia acomodada y estudió en la Escuela Antigua situada en el Palacio de Castellvell (actualmente sede de Fomento del Trabajo Nacional). Se licenció en Derecho en la Universidad de Barcelona y se doctoró en la de Madrid en 1891. Desde muy joven mostró inquietudes literarias. A raíz de una carta que escribió a Ángel Guimerá en 1885 empezó a colaborar en La Renaixença con el seudónimo «Youngest». Más adelante también publicaría en Lo Catalanista, La Revista, Revista de Catalunya, D'Ací i d'Allà y La Veu de Catalunya, donde escribió las editoriales desde el año 1907. También colaboró en La Administración, El Globo y la Revista Popular, de Madrid.
Desde muy joven se vinculó al movimiento catalanista. Fue presidente de la sección de derecho del Centre Escolar Catalanista cuando aún era estudiante (1889). Asimismo fue miembro del consejo directivo de la Unió Catalanista, pero ese mismo año abandonó este organismo para fundar el Centre Nacional Català.
Políticamente militó en el catalanismo desde primera hora. Fue secretario de la Lliga de Catalunya y cuando en 1901 se transformó en Lliga Regionalista fue el primer secretario, de este partido llegó a ser el principal ideólogo y miembro de la comisión de acción política de 1904 a 1936. 
Inició su política como concejal del Ayuntamiento de Barcelona durante las legisladuras de 1906-1910; el 1916-1920 y 1933. En 1916 fue organizador, creador y primer presidente (1916-1918) de la Comisión de Cultura, desde donde organizó, junto con la Asociación Protectora de la Enseñanza Catalana, la construcción de edificios escolares como la Escuela del Mar y proyectó la construcción de un teatro para la ciudad.
Entre 1910 y 1915 fue elegido diputado de la Diputación de Barcelona por la Liga. Se le considera autor de la propuesta de creación de un organismo común que reuniera las competencias de las cuatro diputaciones catalanas, y que en 1913 dará lugar a la Mancomunidad de Cataluña. Una vez constituida, formó parte de su primer Consejo Permanente, donde llegó a ser nombrado vicepresidente y se convirtió en uno de los más estrechos colaboradores de Enric Prat de la Riba hasta su muerte, encargándose también de la consejería de fomento en 1914. Durante su etapa en la Mancomunidad propició el desarrollo de la cultura catalana con la creación de la Escuela Catalana de Arte Dramático (1913), la Sociedad Cinematográfica de Adrià Gual y la Asociación Catalana de Arte Dramático (1914). También fue mantenedor en los Juegos Florales.
Su regreso al Ayuntamiento de Barcelona en 1916 coincidió con la crisis de gobierno que provocaría la huelga general de 1917 y la constitución de la Asamblea de Parlamentarios, tras la cual fue alcalde de Barcelona entre julio y diciembre de 1917. En 1916 y 1917 fue presidente de la Academia de Jurisprudencia y Legislación de Cataluña. Y a propuesta de la Sociedad Económica de Amigos del País de Barcelona fue elegido  senador por Barcelona el 1919-1920 y el 1921-1922 en sustitución de Raimundo de Abadal y Calderó, y nuevamente fue senador electo por Barcelona en 1923.
Su negativa a aceptar la legitimidad de la dictadura de Primo de Rivera supuso su marginación política hasta la proclamación de la Segunda República Española. En las elecciones al Parlamento de Cataluña de 1932 fue elegido diputado en el Parlamento de Cataluña por la Liga Regionalista, después Liga Catalana. Cuando el gobierno catalán de Lluís Companys fue encarcelado a raíz de los hechos del seis de octubre de 1934 fue designado consejero de cultura de la Generalidad de Cataluña, e intentó mantener las instituciones culturales catalanas hasta que cesó tras la victoria del Front d'Esquerres de Catalunya  en las elecciones generales españolas de 1936.
Al estallar la guerra civil española se exilió en París, y no volvió a Cataluña hasta 1939. Decidido a no participar más en política, se dedicó a ejercer su profesión de abogado. Su prestigio, sin embargo, le valió que en 1947 fuera nombrado miembro de la Comisión encargada de la Compilación del derecho civil especial de Cataluña Y en 1951 fue nombrado presidente de la Sociedad Catalana de Estudios Jurídicos, económicos y Sociales, filial del Instituto de Estudios Catalanes, cargo que ejerció hasta su muerte. Fue enterrado en el cementerio del Sudoeste, en un panteón de su familia.

## Obras
- Regionalisme i federalisme (1905), con prólogo de Prat de la Riba, compara el regionalismo de la Liga con el federalismo de Pi y Margall.
- L'usdefruit vidual a Catalunya (1917)
- Els polítics ( 1927)
- Les essències del catalanisme i l'acció de govern (1936)
- La esencia de los nacionalismos (Buenos Aires 1939)
- Intoxicación oriental de Occidente (1949)
- Unitat d'Europa, unitat del món (1953)